# Pieuvre blanche
L’espèce Eledone cirrhosa, ou Pieuvre blanche est une espèce d'octopode commune en Méditerranée occidentale et dans l'Atlantique oriental,. Elle a été décrite en 1798 par Lamarck.
Espèce

## Distribution et habitat
La distribution spatiale des espèces par rapport à l’environnement est essentielle pour une exploitation durable de l’espèce. Eledone cirrhosa est une espèce exploitée dans l’Atlantique Nord-Est, la Manche, la mer Méditerranée et la mer du Nord,. Dans ces milieux, elle se trouve généralement à une profondeur allant de 208 à 490 m et peut parfois atteindre 800 m,. C’est également une espèce répandue dans les eaux côtières écossaises où les activités de pêche sont intenses. Par ailleurs, son abondance est relativement instable en raison de la pêche. Cependant sa distribution latitudinale varie de 66 à 67° N jusqu'à une limite indéfinie sur les côtes marocaines,. Eledone cirrhosa est une pieuvre benthique néritique, sédentaire et solitaire. Elle habite les fonds rocheux et vaseux sur le talus de l'Atlantique nord-ouest, le plateau continental et de la mer Méditerranée. Les espèces de la Méditerranée occidentale habitent les fonds vaseux au niveau du littoral. Dans les eaux écossaises, les spécimens sont capturés dans des fonds sableux , rocheux ou encore boueux. Par ailleurs, Eledone cirrhosa n’a aucun intérêt commercial dans le nord de l'Europe, la plupart des spécimens sont commercialisés sur les marchés locaux ou exportées vers les pays méditerranéens Cependant d’autres formes benthiques se trouvent également sur les récifs coralliens peuplant écosystèmes aquatiques,.

## Description
La pieuvre blanche, Eledone cirrhosa (Lamarck, 1798) a un corps allongé avec une tête petite étroite et ovoïde, portant des yeux latéraux bien développés. Le cerveau d'Eledone cirrhosa d’un point de vue morphologique a trois parties : le cerveau central qui entoure l’œsophage et situé à l'intérieur de la capsule cartilagineuse. Le système nerveux des bras et le lobe optique sont situés à l'extérieur de la capsule cérébrale. La première couche du cerveau est le neurilemme. C’est une capsule conjonctive homogène. La deuxième couche est de périnèvre de cellules périlemmales. Le cerveau est entouré d'un neurilemme non cellulaire suivi d'une seule couche de cellules périlemmales. Eledone cirrhosa possède une couronne de 8 bras sub-égaux, relativement courts avec une seule rangée de ventouses sessiles insérées sur la face ventrale de chaque bras. Lorsqu’Eledone cirrhosa est au repos, les extrémités des tentacules sont enroulées sur elles-mêmes. Les bras se divisent près de la tête et sont reliés entre eux par une membrane inter brachiale appelée ombrelle. Cette membrane se prolonge latéralement de chaque côté du bras jusqu’à son extrémité distale tout en formant un bourrelet bien visible. Le bras a une longueur qui est 2 à 3 fois supérieure à celle du corps. Les femelles (800 g) ont un poids supérieur à celui des mâles (400 g). Le bras copulateur, présent chez le mâle, est appelé hectocotyle. Le manteau qui protège la cavité palléale est couvert de nombreuses petites verrues serrées avec une longueur de 16 cm chez les femelles et de 11 cm chez les mâles. Ce manteau renferme deux branchies, les viscères et les organes excréteurs et reproducteurs et est entouré de muscles puissants qui favorisent sa propulsion. Les ventouses sont comprimées et étirées latéralement en feuillet et le nombre de feuilles branchiales est de 11. La crête latérale est présente. La pieuvre blanche peut mesurer environ 50 cm de long et peut avoir une coloration jaunâtre, orange rougeâtre ou rouge brunâtre avec taches de couleur rouille. Le calamus est absent. Le poids en moyenne d’Eledone cirrhosa est de 700 g mais dans certains cas il peut atteindre jusqu’à 2 kg,.

## Cycle de vie et reproduction
Généralement, l’espèce Eledone cirrhosa a une durée de vie allant de deux à trois ans et la maturité est atteint autour de 18 mois,. Le cycle sexuel est unique et les femelles peuvent se reproduire pendant des jours voire des mois. Après accouplement avec les mâles, les femelles pondent les œufs rassemblés dans des dizaines de grappes. Par la suite, ses œufs seront fixés à la voûte de leur tanière. Les femelles vont protéger les œufs. Le temps d’incubation varie avec la température du milieu. À 24 °C, la durée d’incubation est de 20 à 30 jours alors qu’à 13°C elle est de 100 à 120 jours. Après l'incubation, les œufs éclosent puis libèrent des jeunes en phase planctonique pour une durée de 15 à 20 mois. Ensuite les jeunes ont une croissance rapide mais ils ne seront reproductifs au cours de leurs deuxièmes années de croissance. Par ailleurs, la reproduction des Eledone est suivie de leur mort marquant ainsi la fin de leur cycle de vie,.
Il s'agit d'une espèce gonochorique avec une période de reproduction assez longue car ses stades planctoniques sont retrouvés toute l’année. L’appareil reproducteur mâle est typique et est constitué d’un testicule et d’un pénis. Chez les femelles, l’appareil reproducteur est constitué des ovaires et des oviductes avec un appareil reproducteur. Morphologiquement il n’est pas facile de faire une distinction entre les deux sexes. Par ailleurs, chez les individus plus âgées, les mâles sont généralement plus petits que les femelles. Chez le mâle, les ventouses ne sont pas uniformes contrairement aux femelles où toutes les ventouses ont une taille uniforme. Toujours chez les mâles, le 3e bras dorsal droit comporte un hectocotyle. Ce dernier a pour fonction le transfert des spermatophores du mâle à l’oviducte de la femelle et la libération des spermatozoïdes. Ces spermatozoïdes, stockés par la femelle, fécondent les œufs au fur et à mesure de sa ponte. Cependant, la reproduction sera possible à partir du poids minimum de 260 g pour les mâles et un poids plus élevé pour les femelles. La reproduction est saisonnière et elle coïncide avec le printemps-été (de fin mai à mi-août), Cependant dans de rares cas, certains individus peuvent se reproduire en avril,. Diverses variables environnementales, notamment la température, influencent la reproduction d’Eledone cirrhosa. Les températures plus élevées prolongent la période de reproduction et favorisent un développement sexuel précoce.

## Écologie
Espèce benthique à corps mou vivant sur fonds sableux et vaseux, elle est présente dans toute la Méditerranée, et est également commune dans l'Atlantique Nord-Est. En Méditerranée, E. cirrhosa représente une large répartition bathymétrique avec une fréquence plus élevée dans les 300 premiers mètres. E. cirrhosa est généralement regroupée avec Octopus vulgaris et Eledone moschata dans les débarquements commerciaux en Méditerranée, ce qui rend quasiment impossible l'évaluation des niveaux de capture l’Eledone cirrhosa comme indice de biomasse de stock. Eledone cirrhosa a la capacité de modifier instantanément sa couleur et prendre celle du milieu dans lequel elle se trouve afin d’échapper à la prédation ou de facilement capturer ses proies. Cependant, ses principaux prédateurs sont les phoques, les otaries et les requins.

## Alimentation
Une étude sur le régime alimentaire d’Eledone cirrhosa sur les côtes Nord et Est de la Tunisie montre que ce spécimen est un carnivore benthique qui se nourrit des crustacés  (principalement des homards, des tourteaux, crabes ou crevettes), des poissons, des céphalopodes et autres. Cependant les crustacés restent la proie préférentielle avec un pourcentage de 84%. Les formes juvéniles se nourrissent surtout des crustacés (les poissons et céphalopodes sont des proies accidentelles) tandis que les adultes se nourrissent surtout des poissons et autres céphalopodes avec des fréquences très importantes. Ezzeddine et al. (2012) ont aussi montré qu'Eledone cirrhosa changerait de comportement en rapport avec l’évolution de son état physiologique. Les adultes développent des capacités leur permettant d’appréhender des proies à mouvement rapide. De plus, le contenu stomacal du mâle et de la femelle sont quasiment identiques.

## Pêche
Eledone cirrhosa représente une importante source de commerce dans le bassin méditerranéen ,. C’est l’une des espèces de céphalopode les plus pêchées. La pêche se fait principalement avec des chaluts de fond ,. Les chalutiers opèrent à des profondeurs comprises entre 100 m et 300 m. Par ailleurs, les pièges et des filets fixes peuvent également être utilisés, mais ont moins d’importance. En Italie, la commercialisation d’Eledone cirrhosa représente 17% du volume total des ventes d'Octopodidae. Dans la mer Tyrrhénienne centrale et la mer Ligure, elle représente 50% des débarquements totaux de produits de mer. La plupart des individus capturés mesurent moins de 160 mm en longueur du manteau. Par ailleurs, de manière occasionnelle certains spécimens de plus grande taille allant jusqu’à 175 mm sont capturés en Méditerranée et dans l’Atlantique.

## Contamination
Selon les types de parasites, Eledone cirrhosa peut agir comme hôte intermédiaire, paraténique ou définitif. Les nématodes tels que les ascaris au stade larvaire peuvent être trouvés enkystés dans les organes viscéraux et le manteau d’Eledone cirrhosa., Ce céphalopode représente la principale source d’infection chez les humains qui survient lorsque les larves de parasites sont ingérées lors de consommation des produits de mers crus, marinés ou insuffisamment cuits. Ils sont de plus en plus consommés crus en Asie et également en Europe. Eledone cirrhosa est une source d’accumulation de métaux lourds. Une étude menée sur les côtes françaises de la Manche montre que ce spécimen est capable d’accumuler 11 métaux lourds (Cd, Ag, Fe, Cr, Mn, Pb, V, Zn, Co, Cu et le Ni) principalement au niveau de ses glandes digestives, des cœurs branchiaux et des reins. Par ailleurs l’acide domoïque a parfois été détecté dans les glandes digestives d'Eledone cirrhosa. Cet acide est une toxine algale produite naturellement par certaines espèces du genre diatomées (Pseudo-nitzschia). Il est responsable d’une maladie connue sous le nom d'intoxication amnésique, c’est ainsi que E. cirrhosa est un vecteur de transfert de l’acide domoïque vers des niveaux trophiques plus élevés dans le réseau trophique marin côtier, et sans exclure les humains.